# Divize 1939/1940
V soubojích 11. ročníku druhé nejvyšší fotbalové soutěže – Divize 1939/40 – se utkalo 45 mužstev ve čtyřech skupinách každý s každým dvoukolově na podzim 1939 a na jaře 1940. Středočeská divize měla 14 účastníků, Moravskoslezská divize byla dvanáctičlenná, Divize českého venkova – skupina Východ měla 10 účastníků a ve skupině Západ startovalo 9 mužstev.
Vítězové jednotlivých divizí – AFK Bohemians, AFK Pardubice a SK Rolný Prostějov – se utkali společně s SK Libeň v kvalifikačním turnaji o postup do Národní ligy. Do nejvyšší soutěže se probojovala mužstva SK Libeň a AFK Bohemians.

## Středočeská divize
| Poř. | Tým                      | Z  | V  | R | P  | VG  | OG | B  |
| ---- | ------------------------ | -- | -- | - | -- | --- | -- | -- |
| 1.   | AFK Bohemians            | 26 | 22 | 2 | 2  | 126 | 32 | 46 |
| 2.   | SK Libeň (S)             | 26 | 18 | 3 | 5  | 96  | 41 | 39 |
| 3.   | SK Nusle                 | 26 | 14 | 3 | 9  | 93  | 76 | 31 |
| 4.   | SK Čechie Karlín         | 26 | 14 | 2 | 10 | 71  | 61 | 30 |
| 5.   | SK Meteor Praha VIII     | 26 | 12 | 5 | 9  | 73  | 68 | 29 |
| 6.   | ABC Braník (N)           | 26 | 9  | 6 | 11 | 71  | 81 | 24 |
| 7.   | SK Sparta Košíře         | 26 | 10 | 4 | 12 | 50  | 79 | 24 |
| 8.   | SK Kralupy nad Vltavou   | 26 | 10 | 2 | 14 | 63  | 68 | 22 |
| 9.   | Nuselský SK              | 26 | 10 | 2 | 14 | 79  | 88 | 22 |
| 10.  | SK Admira Praha VIII (N) | 26 | 10 | 2 | 14 | 74  | 92 | 22 |
| 11.  | AFK Kolín                | 26 | 9  | 4 | 13 | 52  | 73 | 22 |
| 12.  | SK Hvězda Košíře         | 26 | 9  | 3 | 14 | 64  | 84 | 21 |
| 13.  | SK Rapid Praha           | 26 | 9  | 2 | 15 | 48  | 69 | 20 |
| 14.  | SK Sparta Kladno         | 26 | 5  | 2 | 19 | 43  | 91 | 12 |

Poznámky:
- Z = Odehrané zápasy; V = Vítězství; R = Remízy; P = Prohry; VG = Vstřelené góly; OG = Obdržené góly; B = Body; (N) = Nováček (postoupivší z nižší soutěže); (S) = Sestoupivší z vyšší soutěže

|  | Kvalifikace o postup do Národní ligy 1940/41 |
|  | Sestup do příslušné I. A třídy 1940/41       |

## Divize českého venkova

### Západ
| Poř. | Tým                         | Z  | V  | R | P  | VG | OG | B  |
| ---- | --------------------------- | -- | -- | - | -- | -- | -- | -- |
| 1.   | SK České Budějovice         | 16 | 12 | 0 | 4  | 72 | 25 | 24 |
| 2.   | SK Hořovice                 | 16 | 10 | 3 | 3  | 41 | 34 | 23 |
| 3.   | SK Strakonice (N)           | 16 | 10 | 0 | 6  | 54 | 29 | 20 |
| 4.   | SK Union Beroun (N)         | 16 | 6  | 4 | 6  | 49 | 56 | 16 |
| 5.   | SK Doudlevce (N)            | 16 | 6  | 3 | 7  | 38 | 48 | 15 |
| 6.   | SK Český lev Beroun         | 16 | 6  | 2 | 8  | 27 | 30 | 14 |
| 7.   | AC Stadion České Budějovice | 16 | 5  | 3 | 8  | 30 | 53 | 13 |
| 8.   | SK Petřín Plzeň             | 16 | 5  | 2 | 9  | 34 | 70 | 12 |
| 9.   | SK Horymír Příbram          | 16 | 3  | 1 | 12 | 25 | 53 | 7  |

Poznámky:
- Z = Odehrané zápasy; V = Vítězství; R = Remízy; P = Prohry; VG = Vstřelené góly; OG = Obdržené góly; B = Body; (N) = Nováček (postoupivší z nižší soutěže)

|  | Sestup do příslušné I. A třídy 1940/41 |

### Východ
| Poř. | Tým                           | Z  | V  | R | P  | VG | OG | B  |
| ---- | ----------------------------- | -- | -- | - | -- | -- | -- | -- |
| 1.   | AFK Pardubice                 | 18 | 12 | 0 | 6  | 47 | 39 | 24 |
| 2.   | Mladoboleslavský SK           | 18 | 10 | 4 | 4  | 55 | 43 | 24 |
| 3.   | SK Explosia Semtín            | 18 | 9  | 4 | 5  | 45 | 41 | 22 |
| 4.   | SK Respo Kutná Hora           | 18 | 8  | 5 | 5  | 33 | 31 | 21 |
| 5.   | SK Polaban Nymburk            | 18 | 8  | 4 | 6  | 48 | 40 | 20 |
| 6.   | SK Hradec Králové             | 18 | 8  | 4 | 6  | 48 | 40 | 20 |
| 7.   | SK Dvůr Králové nad Labem     | 18 | 7  | 0 | 11 | 46 | 66 | 14 |
| 8.   | SK Aston Villa Mladá Boleslav | 18 | 2  | 9 | 7  | 43 | 50 | 13 |
| 9.   | SK Červený Kostelec           | 18 | 4  | 4 | 10 | 31 | 48 | 12 |
| 10.  | SK Benátky nad Jizerou (N)    | 18 | 4  | 2 | 12 | 29 | 59 | 10 |

Poznámky:
- Z = Odehrané zápasy; V = Vítězství; R = Remízy; P = Prohry; VG = Vstřelené góly; OG = Obdržené góly; B = Body; (N) = Nováček (postoupivší z nižší soutěže)

|  | Kvalifikace o postup do Národní ligy 1940/41 |
|  | Sestup do příslušné I. A třídy 1940/41       |

### Mistrovství českého venkova
AFK Pardubice – SK České Budějovice 2:2, 0:0 a 2:1

## Moravskoslezská divize
Nejlepším střelcem se stal Jaroslav Weintritt z SK Přerov, který vstřelil 33 branky.
| Poř. | Tým                         | Z  | V  | R | P  | VG  | OG  | B  |
| ---- | --------------------------- | -- | -- | - | -- | --- | --- | -- |
| 1.   | SK Rolný Prostějov          | 22 | 17 | 3 | 2  | 112 | 33  | 37 |
| 2.   | SK Olomouc ASO              | 22 | 17 | 1 | 4  | 115 | 31  | 35 |
| 3.   | SK Baťov (N)                | 22 | 14 | 3 | 5  | 70  | 41  | 31 |
| 4.   | SK Hodonín                  | 22 | 9  | 3 | 10 | 74  | 84  | 21 |
| 5.   | SK Hanácká Slavia Kroměříž  | 22 | 9  | 3 | 10 | 57  | 71  | 21 |
| 6.   | ČSK Vítkovice (N)           | 22 | 10 | 0 | 12 | 74  | 67  | 20 |
| 7.   | SK Přerov                   | 22 | 10 | 0 | 12 | 71  | 74  | 20 |
| 8.   | SK Sparta Brno (N)          | 22 | 8  | 1 | 13 | 54  | 73  | 17 |
| 9.   | SK Arsenal Husovice         | 22 | 7  | 3 | 12 | 54  | 75  | 17 |
| 10.  | SK Žabovřesky               | 22 | 7  | 2 | 13 | 68  | 84  | 16 |
| 11.  | SK Šlapanice                | 22 | 7  | 2 | 13 | 40  | 93  | 16 |
| 12.  | SK Ostravská Slavia Ostrava | 22 | 5  | 3 | 14 | 42  | 105 | 13 |

Poznámky:
- Z = Odehrané zápasy; V = Vítězství; R = Remízy; P = Prohry; VG = Vstřelené góly; OG = Obdržené góly; B = Body; (N) = Nováček (postoupivší z nižší soutěže)

|  | Kvalifikace o postup do Národní ligy 1940/41 |
|  | Sestup do příslušné I. A třídy 1940/41       |

## Kvalifikační turnaj o postup do Národní ligy

### Konečná tabulka
| Poř. | Tým                | Z | V | R | P | VG | OG | B |
| ---- | ------------------ | - | - | - | - | -- | -- | - |
| 1.   | SK Libeň           | 6 | 4 | 1 | 1 | 17 | 9  | 9 |
| 2.   | AFK Bohemians      | 6 | 4 | 0 | 2 | 13 | 11 | 8 |
| 3.   | AFK Pardubice      | 6 | 2 | 0 | 4 | 11 | 15 | 4 |
| 4.   | SK Rolný Prostějov | 6 | 1 | 1 | 4 | 11 | 17 | 3 |

|  | Postup do Národní ligy 1940/41 |
|  | Setrvání v divizi              |